# Прокопюк, Андрей Николаевич
Андрей Николаевич Прокопюк (род. 21 октября 1978, Брест) — белорусский футболист и тренер клуба «Нива».

## Карьера игрока
Воспитанник брестской СДЮШОР-5, начал игровую карьеру в клубе «Брестбытхим», выступавшем во второй лиге чемпионата Белоруссии. В 1996 году переходит в «Динамо-Брест», но сначала уходит в аренду в ФК «Кобрин» из второй лиги, а потом в ФК «Берест» из третьей по силе лиги, где играет против только начавшего своё возрождение клуба «БАТЭ». Начиная с 1997 года, активно выступает за основную команду «Динамо-Брест», сыграв за неё более 200 матчей. В 2004 году уходит из «Динамо-Брест» и заканчивает выступления в Высшей лиге Белоруссии. В 2005 году играет за «Торпедо-СКА Минск», вместе с которым выигрывает Вторую лигу сезона 2005, после чего переходит в «ФК Коммунальник» из Жлобина (также Вторая лига), где провёл ещё два сезона, выходя на поле в каждом матче. В 2007 году закончил профессиональную карьеру игрока, однако в 2015 году вышел на поле в матче 1/32 финала Кубка Белоруссии за любительский клуб «Брестжилстрой» (чемпиона Брестской области) в матче против клуба «Крумкачи», который закончился со счётом 1:3.

## Карьера тренера
После окончания профессиональной карьеры перешёл на административную должность в «Динамо-Брест». С 2007 года был администратором, работал с дублирующим составом, а с 2011 года стал ассистентом главного тренера. В 2013 году после отставки Владимира Курнева с должности главного тренера в течение короткого периода времени (1 матч) был исполняющим обязанности главного тренера, после чего снова вернулся на позицию помощника главного тренера (ассистировал Сергею Ковальчуку). Находился в тренерском штабе и при всех последующих главных тренерах, на октябрь 2019 года являясь старшим тренером в тренерском штабе Марцела Лички.
В июне 2022 года стал главным тренером брестского «Динамо». В апреле 2023 года присоединился к тренерскому штабу «Нивы». В августе 2023 года специалист получил тренерскую лицензию категории PRO.